# Distretto di Magtymguly
Il distretto di Magtymguly è un distretto del Turkmenistan situato nella provincia di Balkan. Ha per capoluogo la città di Magtymguly.